# 耶律钿匿
耶律钿匿（?—?），为契丹（遼朝）皇族，辽圣宗耶律隆绪的第六女。
耶律钿匿母亲萧氏。耶律钿匿被封为平原郡主、荆国公主，下嫁南京统军萧双古。萧双古曾祖父为令稳塔列，祖父知军国萧海璃，父亲乌古节度萧图玉，子敌烈统军萧讹笃斡。  

## 传記資料
- 《遼史》公主表